# Emlékek klinikája
Az Emlékek klinikája Boross Martin és Thury Gábor színdarabja, amelyet 2017. január 27-én mutatott be a Stereo Akt társulat a Trafó – Kortárs Művészetek Házában.

## Cselekmény
|  | Alább a cselekmény részletei következnek! |

A darab első helyszíne egy magyar talk-show 2021-ben. Az élő adásba meghívott vendég és férje – tiltakozásul a kormányzat tiszta szem tervei ellen – fegyverrel kényszeríti a műsor készítőit, hogy elmondhassák véleményüket és felhívásukat. A darabban szereplő tiszta szem egy olyan konstrukció, amely segít az embereknek jobb színben látni a világot. A show egyik vendége, Áron is belekeveredik a támadásba. A második helyszín egy klinika, ahol a show után évekkel később ébresztik fel Áront, aki választhat régi emlékei megtartása, illetve az új szem beültetése között. Hosszú ideig ellenáll, miközben újra átéli emlékeit, de végül kénytelen a beavatkozás mellett dönteni, mivel felesége és gyereke már átesett a műtéten, és emiatt már nem értik meg egymást.
|  | Itt a vége a cselekmény részletezésének! |

## A bemutató szereplői
A darab bemutatója 2017. január 27-én volt a Trafóban. A szerepeket Hajduk Károly, Hay Anna, Julia Jakubowska, Ördög Tamás és Terhes Sándor játszották, a rendező Boross Martin volt.